# Scheveningse klederdracht

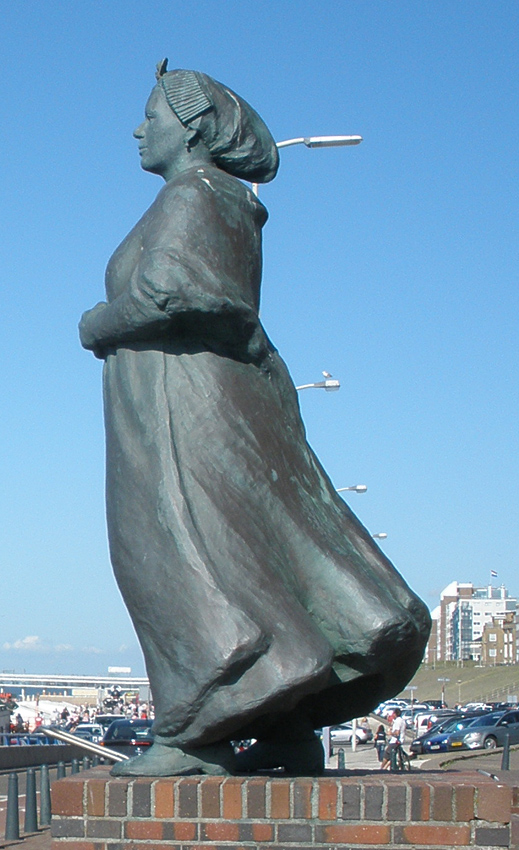
Vissersmonument Scheveningen met een vrouw in de streekdracht

De Scheveningse klederdracht kent een betrekkelijk lange traditie. Reeds in het midden van de 17e eeuw treft men aldaar een schriftelijke vermelding aan van een hoofdtooi, omschreven als een 'silver haerijser', tegenwoordig hoofdijzer genoemd. De gangbare klederdrachten van de Hollandse kustdorpen - waaronder Scheveningen - vertoonden onderling veel gelijkenis. Mogelijk kwam dit doordat de onderlinge contacten tussen deze Noordzeedorpen min of meer regulier waren terwijl de contacten met het achterland ver achterbleven.

## Terugloop door de evacuatie
Het dragen van klederdracht viel bij jonge vrouwen gedurende de Tweede Wereldoorlog weg. De meest voor de hand liggende reden is de evacuatie van het dorp vanaf eind 1942; het dorp ging deel uitmaken van de Duitse Atlantikwall. Men moest weg uit het kustdorp en de geslotenheid van de vissersgemeenschap viel hierdoor uiteen en daarmee ook de, aan die gemeenschap toebehorende, cultuur die zowel de klederdracht als het dialect omvatte. Jonge vrouwen zagen in die jaren elders leeftijdgenoten die de druk van de klederdracht niet kenden en waaraan zij zich dan ook wensten te spiegelen.
Onder invloed daarvan geraakten na de Tweede Wereldoorlog ook de oudere klederdrachtdragende vrouwen meer en meer los van hun klederdracht. Zij gingen daarbij over op de algemene dames- of burgerkleding. Sindsdien kwamen er plaatselijk aan de onderzijde geen klederdrachtdragende vrouwen bij. Aan de bovenzijde vielen meer en meer vrouwen af, hetzij door overlijden hetzij door overschakeling op de - plaatselijk zo genoemde - burgerkleding. Alhoewel eerder Scheveningse vissers eveneens een vorm van klederdracht kenden, is deze niet in dit artikel betrokken daar die kledij al aan het begin van de 20ste eeuw uit het straatbeeld verdween. Een aantoonbare oorzaak hiervoor is niet gevonden.

## Onderzoek
Het is opmerkelijk dat tot aan het derde kwartier van de 20ste eeuw - en in de eeuwen eraan voorafgaand - nooit enig onderzoek is gedaan naar de klederdracht van Scheveningen. Men heeft zich lang beperkt tot de weergave van klederdrachtdragende vrouwen op prenten, en op foto's nadat de fotografie haar intrede had gedaan. Meestal gaven dergelijke afbeeldingen niet de realiteit weer, maar een romantische, vaak slechte, verbeelding van de werkelijkheid. Voor het eerst in 1986 is een integrale telling verricht die het aantal klederdrachtdragende vrouwen van Scheveningen van dat moment aangaf.
Een soortgelijke telling werd na vijf jaar - eveneens integraal - herhaald zodat ook in 1991 een beeld kon worden gevormd van het aantal tóén nog klederdrachtdragende Scheveningse vrouwen. De uitkomst vertoonde ten opzichte van 1986 een grote teruggang. In 1987/1988 volgde, in samenwerking met het Meertens Instituut te Amsterdam, een uitgebreide enquête onder honderd Scheveningse vrouwen waarvan er 50 wél en 50 níét klederdrachtdragend waren. Ten slotte werd een niet-integrale telling gehouden bij de wisseling van de eeuw, namelijk aan het begin van het jaar 2000.

#### Uitkomsten van de tellingen
Aangezien Scheveningen specifieke wijken kende waarin klederdrachtdragenden konden worden aangetroffen, werd in deze wijken zowel in 1986 als in 1991 integraal geteld, dat wil zeggen huis aan huis. De vraagstelling bleef beperkt tot de vraag of in het bezochte huis ja of nee een klederdrachtdragende vrouw woonde. Door deze beperking kon vlug worden gewerkt; de beide tellingen vonden plaats met de hulp van vrijwilligers en ze konden binnen een week worden afgerond. Hiermee kon worden voorkomen dat door overlijden of door andere beïnvloedende factoren een breuk zou ontstaan met de werkelijkheid van het moment.
Bij de opbouw van de telling voor het jaar 2000 was reeds duidelijk dat een integrale telling niet (meer) relevant was. Voor deze telling is dan ook gewerkt met betrouwbare berichtgevers en -geefsters. Daaronder bevonden zich leidinggevenden van bejaardencentra aangezien zich dáár inmiddels de grootste concentratie van klederdrachtdragende vrouwen bevond. De uitkomsten van de tellingen waren als volgt:
- voor 1986 een totaal van 460 vrouwen,
- voor 1991 een totaal van 281 vrouwen,
- voor 2000 een totaal van 85 vrouwen.

Sindsdien heeft geen telling meer plaatsgevonden. Maar zou men heden - dat wil zeggen in 2014 - de situatie opnieuw bezien, dan zou daarbij sprake zijn van een enkeling; op dit moment heeft de jongste klederdrachtdragende vrouw het jaar 1933 als geboortejaar. Voor zover men thans te Scheveningen nog jonge vrouwen in klederdracht ziet gaat het om 'gelegenheidsdraagsters'. In het bijzonder is dit het geval tijdens de zogeheten Vlaggetjesdagen.

## Overzicht van de toegepaste klederdracht vrouwen
Alhoewel de klederdracht in grote lijnen gelijkenissen vertoont, valt wél een onderscheid waar te nemen tussen een werkdracht, een daagse of doordeweekse dracht en een zondagsdracht. Hierbij dient het volgende te worden aangetekend. Aangezien de betrokken vrouwen intussen bejaard tot hoog bejaard zijn en het werken niet meer tot hun dagelijkse bezigheden behoort, is de genoemde werkdracht inmiddels verdwenen. Een speciale vermelding verdient de rouwdracht; deze heeft geen andere samenstelling voor wat betreft de gangbare kledingstukken, maar ze wijkt af door de algeheel gehanteerde kleur zwart. Het laatste met uitzondering van de muts van het hoofdijzer die wit blijft.

#### Samenstelling en kleur van de klederdracht
De specifieke delen van de klederdracht van een Scheveningse vrouw zijn: de onderrok, de bovenrok, het schort, het jak(je), de (omslag)doek, de schoudermantel en het hoofdijzer. Bij de kleding worden zwarte schoenen en zwarte kousen of panties gedragen. Bij de toenmalige werkkleding waren de omslagdoek, de schoudermantel en het hoofdijzer in de meeste gevallen niet aan de orde. De werkkleding werd voornamelijk binnenshuis of rond het huis gedragen, reden waarom de zojuist gemelde kledingstukken niet nodig waren. Een uitzondering daarop vormden de boetsters, vrouwen die ooit de haringnetten repareerden.

#### Rok en schort
De bovenrok reikt tot op de schoenen en ze is zwart. Aan de onderzijde is ze afgezoomd met een band dat bezemband wordt genoemd vanwege zijn structuur en aanzien. In principe bestaat er geen verschil tussen het aanzien van een doordeweekse en een zondagse bovenrok; hoogstens geven de gebruikte stoffen een verschil aan. Onder de bovenrok wordt een witte onderrok gedragen; deze heeft bijna de lengte van de bovenrok. Een onderrok heeft aan de onderzijde een zogeheten feston - een sierrand van broderiekant - als afwerking. Zondagse en doordeweekse onderrokken wijken onderling weinig af, hoewel 's zondags bij voorkeur een wollen rok van "tebé", gedragen werd, een verbastering van Tibet, want het kamgaren voor deze zeer fijngeweven wollen rok was afkomstig van Tibetaanse schapen.
Het schort heeft niet de functie zoals men deze in algemene zin kent. Het is zuiver aan te merken als een kledingstuk. Een schort wordt altijd gedragen over de reeds genoemde bovenrok. Het doordeweekse schort wijkt af van het zondagse; het eerste heeft een blauw of blauwgrijs streepjespatroon terwijl het zondagse schort glanzend zwart. Ook is het zondagse schort aan de beide verticale zijden afgebiesd met een smalle witte strook, de "neg" genoemd. Deze neg is een overblijfsel van de witte zelfkant van de zwarte glanzend stof. Nu deze niet meer gemaakt wordt, brengt men een aparte witte strook aan.

#### Jak en baskenlijf
Het jak(je) komt overeen met een nauwsluitende, kraagloze bloes met een ronde hals. De lange mouwen zijn smal toelopend en nauwsluitend aan de pols. Voor de toenmalige werkdracht kende men een jak met een korte mouw; de blauwgrijzige stof die voor deze werkkleding werd gebruikt was 'zusterlinnen' geheten. In de daagse, en met name de zondagse, jakjes komen voor het eerst kleuren naar voren. De doeken zijn effen, in pastelkleuren en niet schreeuwend van opmaak. Meer bemiddelde vrouwen droegen in de 19e eeuw soms een jakje van gebloemde stof, sits, dat een 'baskerlijf' werd genoemd. Bij een rouwdracht zijn zowel dagelijks als zondags het jakje, de doek en de schoudermantel zwart.

#### Doek en schoudermantel

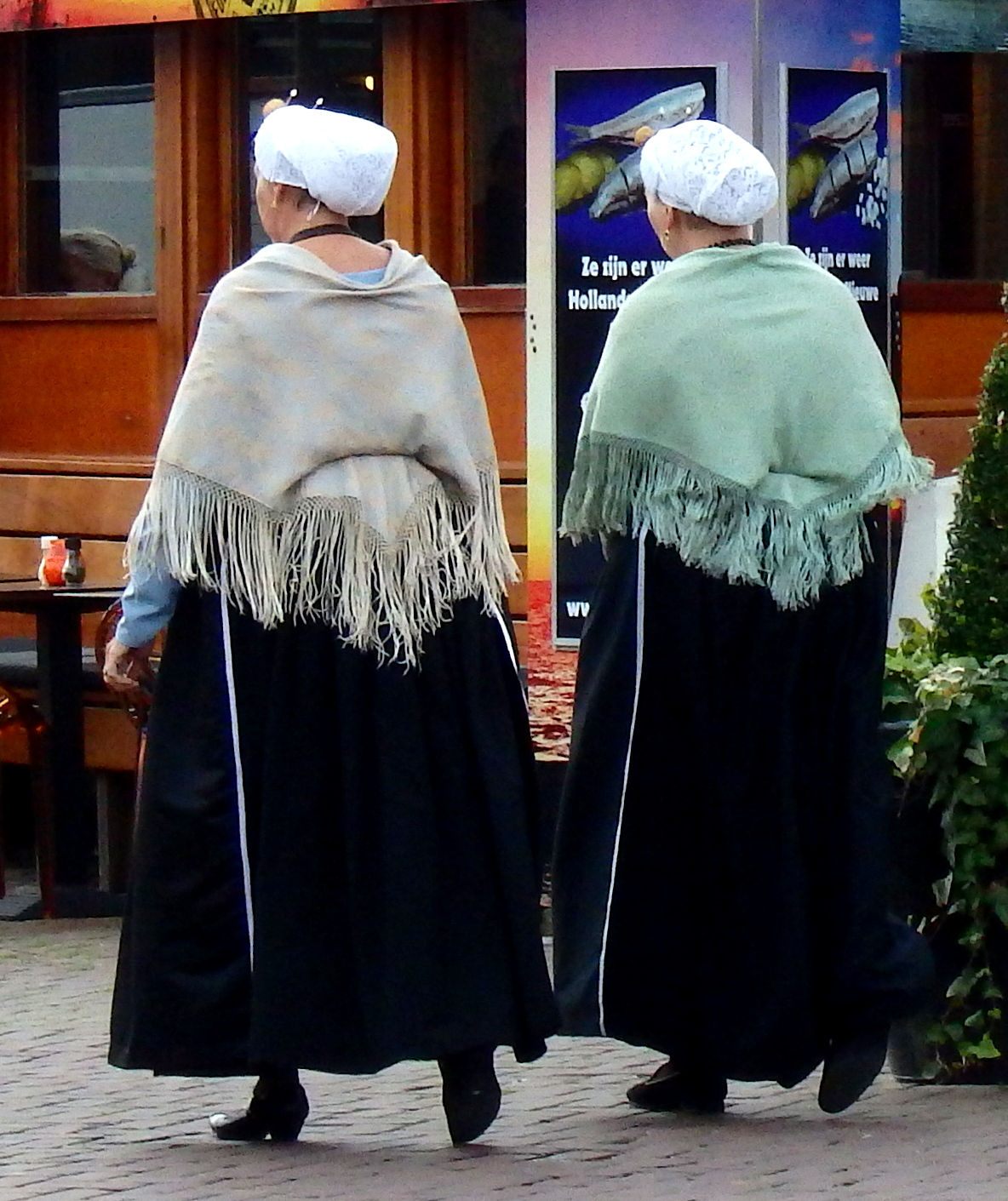
Vrouwen met traditionele omslagdoek

De omslagdoek, kortweg de doek genaamd, is vierkant van vorm met zijden die een lengte en een breedte hebben van omstreeks 1,20 meter. Deze zijden zijn alle afgebiesd met een franje. Ook bij de doeken zijn de kleuren pastel en veelal in harmonie met de kleuren van de jakjes. Een doek wordt tot een driehoek gevouwen en vervolgens om de schouders gedrapeerd en ingespeld volgens traditionele, vaste regels, waarbij de nek vrij blijft. Het doel hiervan is ruimte te maken voor de afhangende zak van de muts, Bij rouw is de doek eveneens zwart.
De schoudermantel - plaatselijk 'schoermantel' geheten - komt overeen met een mouwloze cape. Ze is cirkelvormig van model. In de mantel is een ronde hals uitgespaard; de beide uiteinden van het halsgedeelte zijn respectievelijk voorzien van een haak en een oog zodat de mantel (uitsluitend) aan de hals wordt gesloten. Een dergelijke mantel wordt zowel door haar eigen zwaarte als door de armen van de draagster op haar plaats gehouden. Ook hier zijn de reeds genoemde pasteltinten aan de orde, vooral aangepast aan en in harmonie met de kleuren van het jakje en de doek. In geval van rouw is, zoals gezegd, de kleur zwart. Men treft bij een schoudermantel aan de achterzijde van het halsgedeelte een harde rechtopstaande kraag aan.

#### Haar, hoofdijzer en muts

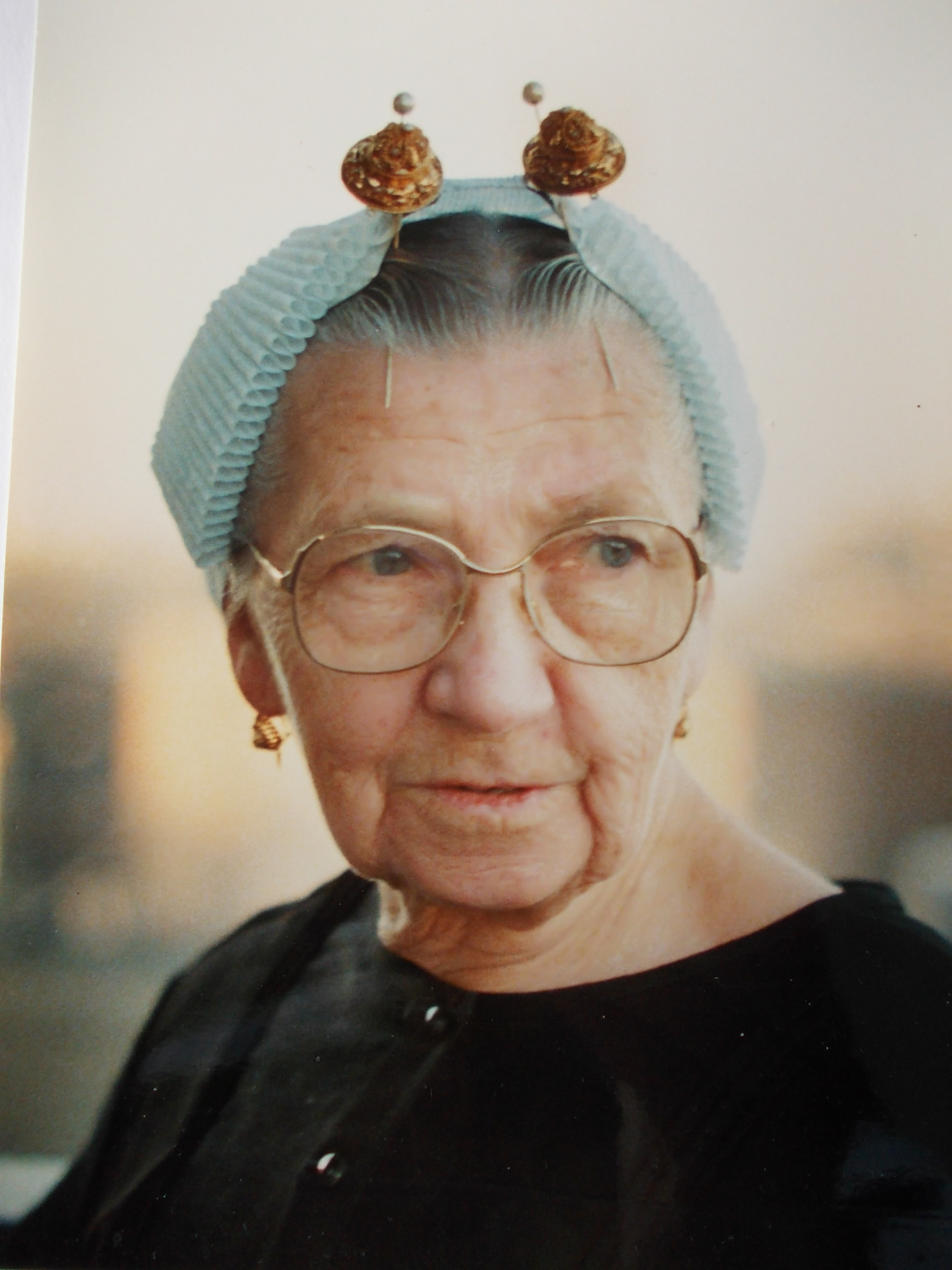
Scheveningse, gekleed in haar jakje - halve rouw - en getooid met het hoofdijzer

Het haar van een klederdrachtdragende vrouw wordt strak, met een scheiding in het midden, naar achteren gekamd. Voor zover er van lang haar - en daarom van een vlecht - sprake is, wordt die vlecht tot een zogeheten 'toot' samengespeld. Deze toot verdwijnt bij het dragen van het hoofdijzer onder de uitstekende achterzijde van de muts.
Op het haar wordt het hoofdijzer aangebracht. De hoofdtooi blijkt haar naam niet te hebben verloren, daar men op Scheveningen nog steeds spreekt van een 'ijzer' wanneer het gaat om de zilveren hoofdbedekking van een klederdrachtdragende Scheveningse vrouw. Het hoofdijzer komt overeen met een zilveren beugel die om het hoofd klemt. Aan de voorzijde ervan, die zichtbaar onder de muts uitsteken, zitten gouden sierknoppen die 'boeken' worden genoemd. Oorspronkelijk waren de boeken eenvoudige vierkante plaatjes van goud. In tegenstelling tot wat men verwacht, gaat het bij een hoofdijzer niet om een aangepast element, maar om een mate van confectie.
Over dit hoofdijzer wordt een witte muts gespannen die aan de achterzijde voldoende ruimte biedt voor het haar. De muts wordt ”moppes” of ”mopmuts” genoemd. Afhankelijk van de situatie wordt een muts gedragen van verschillende soorten textiel is vervaardigd. De doordeweekse muts is van een fijne effen witte stof, batist. In geval van rouw wordt een muts gedragen van een dikkere witte stof. Vroeger werd onder de witte muts een zwarte ondermuts gedragen.
Voor de dagelijkse werkzaamheden hanteerde men een eenvoudige hoofdbedekking, dat nachtmutsje werd genoemd, kleiner is, en met een lint onder de kin wordt vastgemaakt, zonder de hoofdijzers. De hiervoor gebruikte stof is piqué.
De zondagse muts is vervaardigd van wit kant met fraai ingewerkte patronen als bloemen en dergelijke. Vaak wordt voor dergelijke mutsen de naam 'blonde muts' gehanteerd waarbij wordt gesteld dat 'blonde' een verbastering zou zijn van 'gebloemde' of 'geblomde'. Dit is niet juist: het gaat om een bepaalde soort kant dat de naam 'blonde' draagt. In het metalen overgangsgedeelte van het ijzer naar de boeken zitten kleine gaatjes voor. Daarin wordt aan de beide zijden van het ijzer een gouden sierspeld gestoken, tot in het haar, waarmee de muts blijft vastzitten op de hoofdijzers. Dergelijke spelden zijn aan hun bovenzijde voorzien van een parel. Ten slotte wordt voor de zekerheid een draadje garen tussen de boeken gespannen.
Een muts moet uiteraard, na enige tijd te zijn gedragen, worden gewassen. Een zogeheten mutsenwaster stijft daarna deze muts, strijkt haar en brengt vervolgens de plooien aan die aan de beide voorzijden van een muts zichtbaar zijn.

#### Zak en handtas
In vroeger jaren kende men geen handtas. Onder de overrok, waarin aan de zijkant een opening (in feite een spleet) was aangebracht, droeg men een witte zak. Deze was met een band om het lichaam gebonden. Via deze spleet of het zogenaamde snirsgat kon men bij en ín deze zak komen. Men droeg daarin de portemonnee, de zakdoek, sleutels en soortgelijke kleine attributen. Na de Tweede Wereldoorlog raakte de zwarte handtas als toevoeging aan de toenmalige klederdracht in zwang. Zoals reeds eerder werd opgemerkt zijn zowel de schoenen als de kousen zwart, hebben de schoenen geen hoge hakken en vertonen ze weinig opsmuk.

#### Sieraden
Wanneer een Scheveningse klederdrachtdragende vrouw op haar zondags is gekleed, draagt zij sieraden. Het gaat daarbij om een meerrijïg halssnoer van rode gitten, granaten of bloedkoralen. Aan de voorkant wordt het halssnoer gesloten met een gouden slot, versierd met filigrain. Verder sluit de vrouw haar zondagse doek met een gouden speld die het meest overeenkomt met de vorm van de boeken van haar hoofdijzer. Een dergelijke speld wordt 'hartspeld' genoemd, wellicht omdat de speld in de buurt van het hart werd gedragen. In geval van rouw worden de sieraden afgelegd en worden ook de sierspelden van het hoofdijzer vervangen door eenvoudige zwarte spelden. De vrouwen dragen oorbellen met een "pampeltje", een ovaal zonnetje.

## Klederdracht mannen

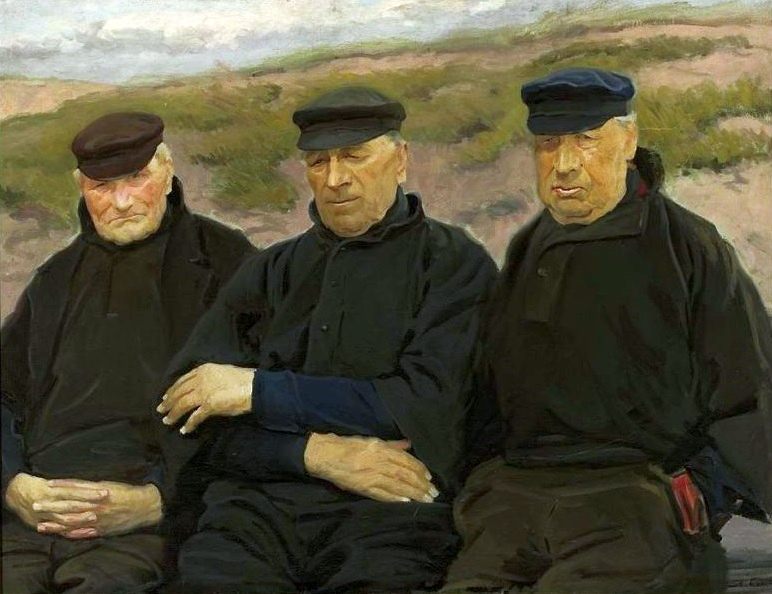
Schilderij uit 1903 van Scheveningse vissers door Stanisław Lentz

De traditionele dracht voor de mannen verdween al in de jaren dertig van de twintigste eeuw. De kleding was geheel zwart. De mannen droegen een "zeepnapje" op het hoofd. Over het bovenlijf droegen zij een kiel met driekwart mouw, die over het hoofd werd aangetrokken en die "kazak" of "kezjak" werd genoemd. Daaronder werd een boezeroen gedragen met lange mouwen. Ook hadden de mannen tegen de kou een jekker met een kraag van fluweel. Vissers hadden truien met ingewerkte patronen. De broek had een klep aan de voorzijde en was van dikke stof.

## Wetenswaardigheden
- Een Scheveningse vrouw droeg als regel klederdracht. Wanneer ze geen klederdracht droeg werd ze aangeduid als 'een hoed dragend', ongeacht of ze al dan niet in werkelijkheid een hoed droeg. De plaatselijke aanduiding luidde of: ze dreegd'n êzer of: ze dreegd'n 'oed.
- Vermeldenswaardig is een 19e-eeuwse bron die aangeeft dat een zogeheten blikslager voor onvermogende vrouwen hoofdijzers van blik in plaats van zilver vervaardigde. De naam van de man was Casper. Dergelijke blikken hoofdijzers werden in het dorp dan ook aangeduid als 'ijzers van Casse'. Door de muts die het ijzer overspande viel - althans voor buitenstaanders - het verschil niet zo erg op.[11]
- De soms voor een klederdrachtdragende vrouw gehanteerde bijnaam Kniertje is ongepast en ze doet geen recht aan de waarde van het aanzien en de plaats van de klederdrachtdragende Scheveningse vrouw.[bron?]
- De aanduiding visvrouw voor een klederdrachtdragende Scheveningse vrouw is evenzeer ongepast; niet iedere vissersvrouw is of was een visvrouw. De aanduiding is daarom ongepast omdat al heel weldra een associatie ontstaat met visvrouwen, vislucht of zelfs visstank. Als voorbeeld valt hierbij onder meer te denken aan koren die zich als zogeheten 'Viswijvenkoren' presenteren.[bron?]